# Chloropteryx tepperaria
Chloropteryx tepperaria är en fjärilsart som beskrevs av George Duryea Hulst 1886. Chloropteryx tepperaria ingår i släktet Chloropteryx och familjen mätare. Inga underarter finns listade i Catalogue of Life.